# الکساندر لور
الکساندر لور (به آلمانی: Alexander Löhr) (زاده ۲۰ می ۱۸۸۵، مرگ ۲۶ فوریه ۱۹۴۷)یک ژنرال اتریشی در دوره رایش سوم و از ۸ اوت ۱۹۴۲ تا ۳۱ دسامبر ۱۹۴۲ فرمانده لشکر دوازدهم (ورماخت) بود.